# Parlamento della Cambogia
Il Parlamento della Cambogia, nell'ordinamento della Repubblica della Cambogia, è l'organo costituzionale cui è attribuito l'esercizio della funzione legislativa. Ha una struttura di tipo bicamerale, componendosi dell’Assemblea Nazionale e del Senato, come contemplato dalla Costituzione della Cambogia, redatta nel 1993.
Si compone di 62 senatori e 125 rappresentanti.

## Funzioni e mandato
Il Parlamento ha ampie funzioni di supervisione e ha il potere di istituire commissioni composte dai suoi membri per esaminare i disegni di legge e la condotta dei funzionari governativi.
Prima che qualsiasi disegno di legge possa diventare legge, deve essere approvato sia dall’Assemblea che dal Senato e ricevere il consenso del Re. Se quest’ultimo ritarda o rifiuta l'assenso (veto) del disegno di legge, il Parlamento può annullarlo.